# Marketing Polityczny (miesięcznik)
Marketing Polityczny – pierwszy na polskim rynku miesięcznik poświęcony problematyce marketingu politycznego, skierowany między innymi do polityków, lobbystów, specjalistów od marketingu politycznego, reklamy, promocji i public relations. Twórcami magazynu byli absolwenci studiów na Wydziale Dziennikarstwa i Nauk Politycznych Uniwersytetu Warszawskiego – Piotr P. Gołębiowski, Łukasz Cieniak oraz Maciej Klimowicz.